# GN Software
GN Software（ジーエヌ ソフトウェア）は、株式会社グッドナビゲイト（開発会社）と株式会社PIACCI（販売会社）によるコンシューマーゲームのブランド。作品は主にパソコンゲームのコンシューマ版が多くを占める。2009年以降はPlayStation Portableへの移植が増えている。
グッドナビゲイトの代表取締役である臼井公久は、元NECインターチャネルのゲーム部門統括責任者。
PIACCIの代表取締役である有泉富三彦は、ヒューネックスの代表取締役。

## 作品一覧
※PS2：PlayStation 2、PS3：PlayStation 3、PSP：PlayStation Portable、DC：ドリームキャスト、Xbox 360：Xbox 360。（カッコ）内は移植元のブランド・タイトルである。
発売元：グッドナビゲイト
- 恋愛CHU! ハッピーパーフェクト [2003年11月27日、DC] （SAGA PLANETS 『恋愛CHU! -彼女のヒミツはオトコのコ?-』）
- 木漏れ日の並木道 〜移り変わる季節の中で〜 [2004年7月29日、PS2] （F&C FC01 『木漏れ日の並木道』）
- Apocripha/0 [2004年10月28日、PS2] （STACK software 『Apocripha/0』）
- IZUMO complete [2005年2月3日、PS2] （Studio e.go! 『IZUMO』）
- Like Life an hour [2005年4月28日、PS2] （HOOK 『Like Life』）
- Angel's Feather -黒の残影- [2005年6月30日、PS2] （BlueImpact 『Angel's Feather』）
- I/O [2006年1月26日、PS2]
- IZUMO2 猛き剣の閃記 [2006年4月27日、PS2] （Studio e.go! 『IZUMO2』）
- _summer##（アンダーバーサマー ダブルシャープ） [2006年8月24日、PS2] （HOOK 『_summer』）
- 魔女っ娘ア・ラ・モードII 〜魔法と剣のストラグル〜 [2007年6月28日、PS2] （F&C FC01 『魔女っ娘ア・ラ・モードII 〜光と闇のエトランゼ〜』）
- キャッスルファンタジア アリハト戦記 [2007年8月9日、PS2] （Studio e.go! 『キャッスルファンタジア〜聖魔大戦〜』『キャッスルファンタジア〜アリハト戦記〜』）
- IZUMO2 -学園狂想曲- ダブルタクト [2008年1月31日、PS2] （Studio e.go! 『IZUMO2 -学園狂想曲-』）
- あかね色に染まる坂 ぱられる [2008年8月14日、PS2] （feng 『あかね色に染まる坂』）
- 水月 〜Portable〜 [2008年10月30日、PSP] （F&C FC01 『水月』）
- Piaキャロットへようこそ!! G.P. 〜学園プリンセス〜 [2009年1月22日、PS2] （F&C カクテル・ソフト 『Piaキャロットへようこそ!!G.P.』）

発売元：PIACCI
- Piaキャロットへようこそ!! G.O. 〜SUMMER FAIR〜 [2007年12月20日、PS2] （F&C カクテル・ソフト 『Piaキャロットへようこそ!!G.O. 〜グランド・オープン〜』） ※PIACCIブランドで販売
- ほしフル 〜星の降る街〜 [2008年7月31日、PS2] （F&C FC01 『ほしフル 〜星藤学園天文同好会〜』） ※PIACCIブランドで販売
- Piaキャロットへようこそ!! G.P. 〜学園プリンセス〜 Portable [2009年6月25日、PSP] （F&C カクテル・ソフト 『Piaキャロットへようこそ!!G.P.』）
- Canvas3 〜淡色のパステル〜 [2009年9月17日、PS2] （F&C FC01 『Canvas3 〜白銀のポートレート〜』）
- Like Life every hour [2009年10月1日、PSP] （HOOKSOFT 『Like Life』）
- あかね色に染まる坂 ぽーたぶる [2009年12月17日、PSP] （feng 『あかね色に染まる坂』）
- MagusTale Eternity 〜世界樹と恋する魔法使い〜 [2009年12月24日、PSP] （Whirlpool 『MagusTale 〜世界樹と恋する魔法使い〜』）
- FairlyLife MiracleDays [2010年2月25日、PSP] （HOOKSOFT 『FairlyLife』）
- Canvas3 〜七色の奇跡〜 [2010年4月22日、PSP] （F&C FC01 『Canvas3 〜白銀のポートレート〜』）
- さくらさくら -HARU URARA- [2010年8月26日、PSP] （ハイクオソフト 『さくらさくら』）
- ホワイトブレス パーフェクトエディション [2010年9月2日、PSP] （F&C FC02 『ホワイトブレス 〜with faint hope〜』）
- 77 〜beyond the Milky Way〜 [2010年12月22日、PSP] （Whirlpool 『77 〜And, two stars meet again〜』）
- Piaキャロットへようこそ!!4 〜夏の恋活〜 [2011年2月24日、Xbox 360] （F&C カクテル・ソフト 『Piaキャロットへようこそ!!4』）
- 久遠の絆 再臨詔 -Portable- [2011年11月17日、PSP] （フォグ 『久遠の絆』）
- エターナル・エチュード Canvas4 [2011年11月23日、PSP] （F&C FC01 『アクロウム・エチュード Canvas4』）
- 涼風のメルト -days in the sanctuary- [2011年12月15日、PS3] （Whirlpool 『涼風のメルト -Where wishes are drawn to each other-』）
- 水月 弐 [2011年12月22日、PS3]
- 水月 弐 〜Portable〜 [2012年5月14日、PSP]
- 涼風のメルト -days in the sanctuary- [2012年8月23日、PSP] （Whirlpool 『涼風のメルト -Where wishes are drawn to each other-』）
- Piaキャロットへようこそ!!4 〜夏の記憶〜 [2012年10月25日、PSP] （F&C カクテル・ソフト 『Piaキャロットへようこそ!!4』）
- シュガーリィ ウィッシュ -Limited- [2012年12月13日、PSP] （HOOKSOFT 『SuGirly Wish』）
- 屋根裏の彼女 [2012年12月20日、PSP]